# Pokrówka
Pokrówka (prononciation : [pɔˈkrufka]) est un village polonais de la gmina de Chełm dans le powiat de Chełm de la voïvodie de Lublin dans l'est de la Pologne.
Le village est le siège administratif (chef-lieu) de la gmina appelée gmina de Chełm.
Il se situe à environ 7 kilomètres au sud-ouest de Chełm (siège du powiat) et 64 kilomètres à l'est de Lublin (capitale de la voïvodie).
Le village comptait approximativement une population de 1 592 habitants en 2008.

## Histoire
De 1975 à 1998, le village est attaché administrativement à la voïvodie de Chełm.

Depuis 1999, il fait partie de la voïvodie de Lublin.